# Pavel Novák (jazykovědec)
Pavel Novák (5. ledna 1932 Praha – 14. března 2007) byl český jazykovědec, fonetik a albanista. Působil v Ústavu lingvistiky a ugrofinistiky Filozofické fakulty Univerzity Karlovy.

## Vybrané publikované lingvistické práce
- Seznam děl v Souborném katalogu ČR, jejichž autorem nebo tématem je Pavel Novák (jazykovědec)
- K zdvojování předmětu v albánštině, 1958
- Nad dílem Louise Hjelmsleva, 1966
- On the Prague functional approach, 1968
- O „klamu“ gramatické formy, 1973
- Nad dílem profesora Vladimíra Skaličky, 1979
- Poznámky o jazyce lingvistiky (o směšování funkčních úseků textu v lingvistice), 1983
- Za profesorem Milanem Romportlem, 1983
- Větné faktory a jejich podíl na analýze věty, 1996, s Ladislavem Nebeským
- Lingvistika a jazyková realita. Výbor z díla, 2010